# Campylium pachytheca
Campylium pachytheca är en bladmossart som beskrevs av Hugh Neville Dixon 1938. Campylium pachytheca ingår i släktet spärrmossor, och familjen Amblystegiaceae. Inga underarter finns listade i Catalogue of Life.